# Florina Pierdevară
Florina Ștefana, née Pierdevară, née le 29 mars 1990 à Craiova, est une coureuse de demi-fond roumaine.

## Carrière
Elle est médaillée d'or sur 800 mètres au Festival olympique de la jeunesse européenne 2007 à Belgrade.
Elle remporte la médaille de bronze du 1 500 mètres aux Jeux mondiaux militaires d'été de 2015 à Mungyeong. Aux Championnats des Balkans d'athlétisme 2015 à Pitești, elle est médaillée d'or sur 800 mètres et sur le relais 4 × 400 mètres, et médaillée de bronze sur 1 500 mètres.
Elle a participé au 1 500 mètres des Championnats du monde d'athlétisme 2015 à Pékin et des Championnats d'Europe d'athlétisme en salle 2015 à Prague  ainsi qu'aux 800 et 1 500 mètres des Jeux olympiques d'été de 2016 à Rio de Janeiro,.
Elle est médaillée d'or sur 800 mètres aux Championnats des Balkans d'athlétisme 2016 à Pitești, médaillée d'or sur 800 mètres et sur le relais 4 × 400 mètres aux Championnats des Balkans d'athlétisme en salle 2018 à Istanbul, médaillée d'argent sur 80 et 1 500 mètres aux Championnats des Balkans d'athlétisme 2018 à Stara Zagora et médaillée d'argent sur 1 500 mètres aux Championnats des Balkans d'athlétisme 2019 à Pravets.